# Newton (Lancaster)
Newton – osada w Anglii, w hrabstwie Lancashire, w dystrykcie Lancaster, w civil parish Whittington. Leży 17 km od miasta Lancaster. Newton jest wspomniana w Domesday Book (1086) jako Neutune.